# Tripel Karmeliet
Cet article possède un paronyme, voir Carmélite (homonymie).
La Tripel Karmeliet (littéralement « Triple Carmélite »), est une bière belge du groupe AB-Inbev, lancée en 1996 par la brasserie Bosteels, selon une recette originale de 1679. C'est une bière de fermentation haute, possédant un haut degré d'alcool (8,4 % alc./vol.). Elle est fabriquée à partir de trois céréales : l'orge, le froment et l'avoine.

## Description
La Tripel Karmeliet est fabriquée à la brasserie Bosteels à Buggenhout (qui produit aussi la Kwak et la Deus) en Flandre-Orientale. Son étiquette arbore le logo des Belgian Family Brewers. 
Son élaboration est inspirée d'une recette des frères carmes de Termonde qui, suivant un recueil d'histoire locale, développaient un tel produit au XVIIe siècle, d'où son nom de Tripel Karmeliet. Conçue selon les principes de fabrication du pain multi-céréales, sa recette prescrit l’utilisation de trois sortes de céréales, le froment, l’avoine et l’orge, qui sont chacune brassée à la fois crue et maltée. Le mot « Tripel »  fait référence au style de bière triple, un type de bière spéciale contenant plus de malt et donc un plus fort degré alcoolique. Bière de fermentation haute, elle développe en effet un degré d'alcool de 8,4 %. 

### Caractéristiques
Cette bière blonde contient des nuances de doré et de bronze avec un col de mousse crémeux. Ses caractéristiques découlent, en plus des trois céréales, d'un houblonnage contrôlé avec du houblon de type Styrian généreusement aromatisé en épices ainsi que de la levure maison aux notes marquées de vanille et de banane. D'une grande finesse et d'une grande complexité, la Tripel Karmeliet est une bière douce, presque sucrée qui combine arômes de céréales, épices et agrumes : on y décèle les notes orangées du houblon, le moelleux de l'avoine ainsi que la fraîcheur du froment, rehaussées de notes de vanille qui se conjuguent à une sécheresse épicée et citronnée qui n'est pas sans évoquer la quinine.

### Service
Elle est servie dans un verre bombé et décoré avec des fleurs de lys stylisées, un des verres les plus élégants de Belgique, selon l'écrivain et expert international en bière Michael Jackson, dessiné par Antoine Bosteels, créateur de cette bière et directeur de la brasserie rachetée par le groupe brassicole AB-Inbev en 2017. 
Pour servir la Tripel Karmeliet, il faut pencher le verre et verser lentement. La mousse doit s’étendre du sommet de la fleur de lys jusqu’au haut du verre.

## Distinctions
- 1998 : médaille d'or World Beer Cup (USA)

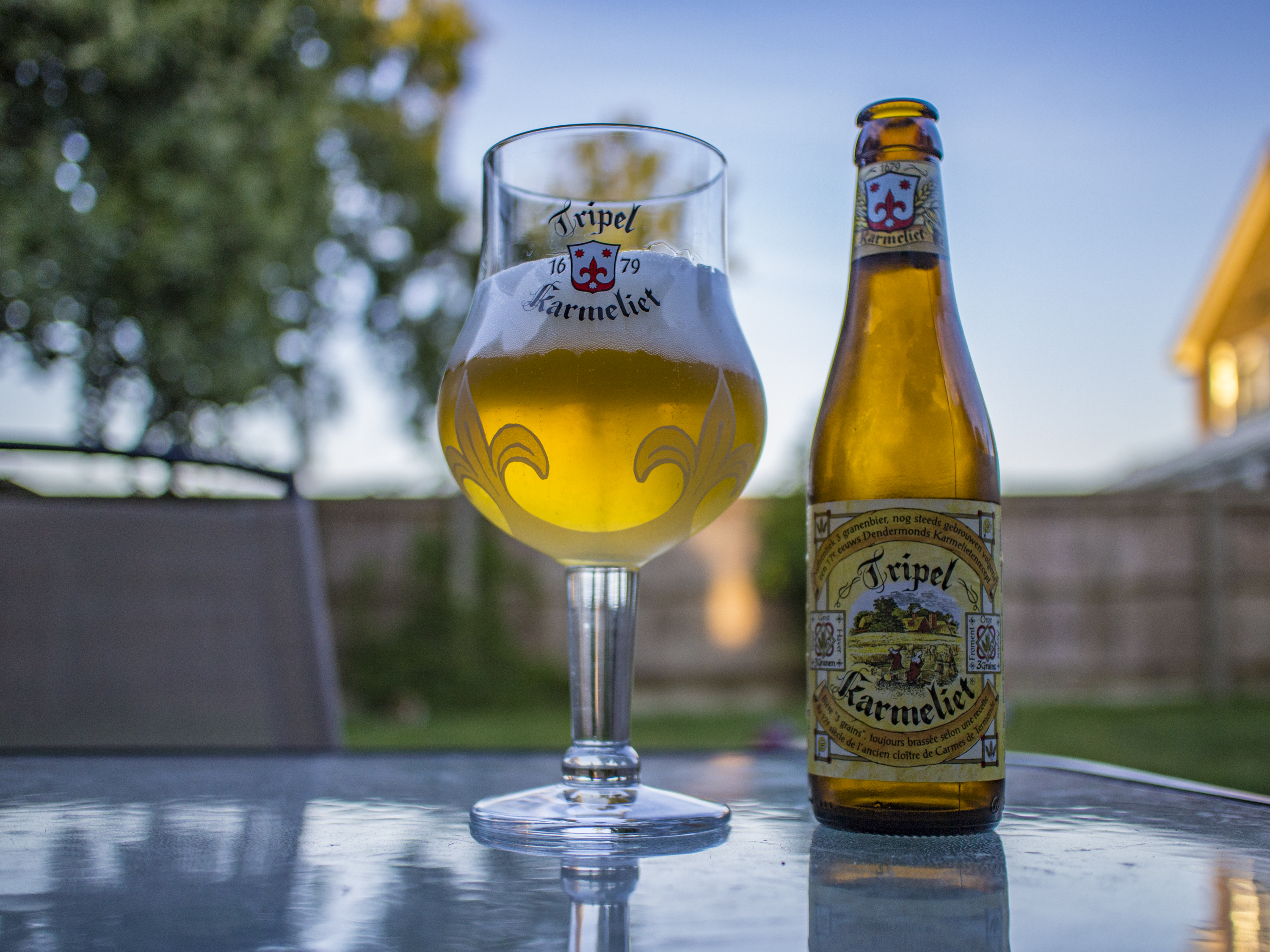
Triple Karmeliet, verre et bouteille

- 2002 : médaille d'argent World Beer Cup (USA)
- 2000 : médaille exceptionnelle Beverage Testing Institute (USA)
- 2004 : médaille de bronze Brewing Industry International Awards (Londres)
- 2005 : médaille d'or European Beer Star (Allemagne)
- 2008 : meilleure bière de haute fermentation au monde World's Best Ale (Londres), décerné au terme d'une dégustation à l'aveugle par un jury professionnel réuni à Londres[5]